# Tzimol
Tzimol est une municipalité du Chiapas, au Mexique. Elle couvre une superficie de 32,3 km2 et compte 15 316 habitants en 2015.